# تشارلز ر. تانر
تشارلز ر. تانر (بالإنجليزية: Charles R. Tanner)‏ (17 فبراير 1896، سينسيناتي في الولايات المتحدة - 9 يناير 1974، لوس أنجلوس في الولايات المتحدة)؛ شاعر وروائي أمريكي.